# Blackthorn
Blackthorn, pseudonimo di Snorre Vestvold Ruch (Trondheim, 21 gennaio 1972), è un chitarrista e tastierista norvegese, fondatore della band Thorns.
Ha inoltre suonato la seconda chitarra nel De Mysteriis Dom Sathanas dei Mayhem; in più è stato membro dei Satyricon in sede live.
Fu condannato ad otto anni di prigione per favoreggiamento nell'omicidio di Euronymous nel 1993; uscito di prigione i Thorns hanno pubblicato il loro primo lavoro nel 2001.

## Biografia

### Inizi
Alla fine degli anni ottanta, Snorre decise di mettere su un gruppo black metal, insieme a Bård "Faust" Eithun alla batteria e tale Marius Vold alla voce e al basso. Il nome scelto per la band fu Stigma Diabolicum, anche se mutò presto in Thorns. Fu in questo periodo che venne prodotto il celebre nastro demo Grymyrk del 1991, che molto fu di ispirazione nella scena black metal norvegese di inizio anni novanta. Il gruppo ebbe vita breve e non arrivò mai a un contratto discografico in quanto poco tempo dopo Bård Faust si unì agli Emperor e Marius Vold lasciò il mondo della musica. Quindi Snorre si ritrovò a collaborare con Harald Eilertsen in qualità di bassista (con il quale incise appunto il summenzionato demo Grymyrk). Qualche tempo dopo, Snorre viene scelto come chitarrista di studio dai Mayhem, e fu costretto a trasferirsi da Trondheim a Bergen, dove viene ospitato da Varg Vikernes che ai tempi militava anch'esso nel gruppo. Nel mentre i rapporti tra Euronymous (leader e chitarrista dei Mayhem) e Vikernes si stanno deteriorando sempre di più. Un giorno, mentre si trovava a casa di Vikernes, Snorre ricevette una telefonata da Euronymous dove il chitarrista gli diceva in via confidenziale che "per il bene comune Varg doveva scomparire" e cose del genere. All'insaputa di Euronymous, Vikernes ascoltò la conversazione.

### Omicidio di Euronymous
Il 10 agosto 1993, Varg Vikernes uccise a coltellate Øystein Aarseth (detto "Euronymous"), e Snorre, presente sulla scena del delitto, venne accusato di essere complice di Vikernes nell'omicidio. Egli venne condannato a 8 anni di carcere per complicità in omicidio, mentre Vikernes ricevette una condanna a 21 anni (il massimo della pena applicabile in Norvegia). A causa della sua incarcerazione, il progetto Thorns di Snorre viene accantonato, sembra definitivamente.

### Il ritorno dei Thorns
Nel 1995 il brano Aerie Descent dei Thorns viene inserito in un album tributo a Euronymous pubblicato dalla Necropolis Records; il pezzo era stato inciso prima dell'incarcerazione di Snorre, nel promo Trøndertun del 1992.
Nel 1999, una volta uscito dal carcere, Blackthorn è quindi in grado di riformare i Thorns, e viene così pubblicato uno split album insieme agli Emperor. La line-up comprende, oltre a Snorre "Blackthorn" Ruch, solo Satyr dei Satyricon (con i quali Snorre suona anche in qualche concerto) alla voce. Il vero e proprio esordio discografico della band avviene nel 2001 con la pubblicazione su etichetta Moonfog Productions del disco omonimo di debutto. L'opera, un misto di black metal con influenze Industrial, elettroniche e sperimentali, venne accolto positivamente dalla critica.

## Discografia
Thorns 
- 1989: Luna De Nocturnus (demo, a nome Stigma Diabolicum)
- 1990: Lacus De Luna - Rehearsal 1990 (demo, a nome Stigma Diabolicum)
- 1990: Live in Stjørdal (demo, a nome Stigma Diabolicum)
- 1991: Grymyrk (demo, a nome Stigma Diabolicum)
- 1991: Rehearsal 1991 (demo)
- 1992: Trøndertun (demo)
- 1999: Thorns vs. Emperor, (split-album con gli Emperor)
- 2001: Thorns
- 2002: Société Anonyme (split-album con Gro Melgaard)
- 2002: Embrace / Fragment (EP)

 Satyricon 
- 1999: Rebel Extravaganza (chitarrista ospite nelle tracce 2, 8 & 10) (con lo pseudonimo "S. W. Krupp")
- 2003: Now, Diabolical (chitarrista ospite nella traccia 9) (partecipazione non confermata)
- 2006: My Skin Is Cold (chitarrista ospite nella traccia 1)

 Mayhem 
- 1994: De Mysteriis Dom Sathanas (partecipazione non confermata)
- 2009: Life Eternal (EP) (partecipazione non confermata)

 The Third and the Mortal 
- 2002: Memoirs (sintetizzatore)